# The Stadium Techno Experience
The Stadium Techno Experience — дев'ятий альбом німецького гурту Scooter, який вийшов 31 березня 2003 року.

## Трекліст
1. «Ignition» — (0:36)
2. «Maria (I Like It Loud)» — (3:55)
3. «Weekend!» — (3:32)
4. «Take A Break» — (4:15)
5. «Pulsar» — (4:33)
6. «The Night» — (5:21)
7. «Roll Baby Roll» — (3:45)
8. «Level One» — (3:34)
9. «Like Hypa Said» — (6:23)
10. «Liquid Is Liquid» — (4:45)
11. «A Little Bit Too Fast» — (3:45)
12. «Soul Train» — (5:08)

## Сингли
1. «Weekend!» — (2003)
2. «The Night» — (2003)
3. «Maria (I Like It Loud)» — (2003)